# Anton Passauer
Anton Passauer (* in Ingolstadt; † 25. August 1749 in Viechtach) war einer der Anführer der Bayerischen Volkserhebung von 1705.

## Leben
Passauer wird von Christian Probst meist zusammen mit Johann Jäger genannt. Am 21. Dezember 1705 traten die Aufständischen im Kloster Schäftlarn zusammen.
Anwesend waren neben dem Studenten Passauer Pflegskommissär Joseph Ferdinand Dänkel mit seinem Oberschreiber Johann Andreas Prindl, Kriegskommissär Matthias Ägidius Fuchs, der Jägerwirt Johann Jäger und Sebastian Engelhart, der Jäger Adam Schöttl, einer der Bürgermeister von Tölz, Pfleger Franz Xaver Freiherr von Schmidt von Aibling, Verwalter Maximilian Alram von Valley, Pflegskommissär Johann Joseph Öttlinger von Starnberg, die Klosterrichter Jakob Oberhammer von Tegernsee, Joseph Bernhard Wendenschlegel von Benediktbeuern und der Klosterrichter von Dietramszell, Pflegsverwalter Johann Adam Weinzierl von Miesbach, Hofmarksrichter Eder von Reichersbeuern, die Tegernseer Amtleute Floß von Gmund und Eberl von Holzkirchen, der Wirt Franz Mayer von Sachsenkam, Hauptmann Jean Philippe Gauthier, Oberleutnant Johann Clanze, die Leutnante Johann Georg Aberle und Johann Houis sowie Vertreter der Mannschaften, insbesondere der Schützen.
Christian Probst bringt mehrere Belege dafür, dass sich Anton Passauer und Johann Jäger als Anstifter besonders hervortaten. Passauer berief sich dabei immer wieder auf Kurfürst Max Emanuel. Nachdem Hauptmann Matthias Mayer am 24. Dezember 1705 dringend vom Angriff abriet, beschimpfte ihn Anton Passauer als „alte Hure“. Als die Ankunft Freiherr von Kriechbaums in Sendling bekannt geworden war, hatte Pfleger Maximilian Alram noch einmal darauf gedrängt, jetzt im allerletzten Augenblick mit den Leuten zurückzugehen; dies war aber wiederum von Johann Jäger und Anton Passauer abgelehnt worden.
Nach der Sendlinger Mordweihnacht flüchtete Passauer, der an der Universität Ingolstadt Jura studiert hatte, zu seinem Bruder und Schwester nach Rauhenlechsberg (heute Ortsteil von Apfeldorf). Er schrieb nach München an Ignaz Haid. Die Briefe wurden aufgefangen, und der Schlupfwinkel Jägers und Passauers wurde bekannt. Jäger wurde ausgehoben und am 7. Januar 1706 in den Falkenturm gebracht. Passauer konnten entwischen. Bei J. N. Sepp wird er folgendermaßen beschrieben: „Der hochaufgeschossene junge Mann mit auffallenden Haaren wirkte als Vaterlandsfreund, obwohl nur begeisterter Student, ebenso auf die Erhebung des Oberlandes wie Plinganser und Meindl die Unterländer aufriefen“. Er wohnte nicht umsonst in München beim Jägerwirth. War vielleicht der Passauer, geistlicher Rat in Freising und Dekan am Kollegialstift St. Andrä, welcher (hist. Fris. II 455) im Jahre 1714 erwähnt wird, sein Onkel? Dann hatte er ihn wohl studieren lassen. Als Schwager kommt ohne nähere Angaben ein Kolhund vor. Ulreich der Kölhund erhält von Ludwig dem Bayer 1324 „für den Dienst, den er dem König täglich thut,“ die Vogtei zu Kümmersbuch. Hayd, der Agent beim Anzinger Kongress, gesteht auf der Folter: „Der Jägerwirth hielt viel von diesem hüpschen jungen Menschen, welcher schon ein und anderes Jahr jura gehört. Auch beredt und stark Courage zeigte ermelter Student allzeit in seinen gebärden, wan er im Diskurs, und vorgehen, er acht sein Leben nit“ S. 395: „Der Student Passauer schlug sich als der letzte Kavallerist spornstreichs durch die Kaiserlichen, welche schon das Dorf umzingelten, durch, ohne von ihren Kugeln erreicht zu werden, und schoß den Husaren, welcher ihm nachsetzte, mit dem Pistol vom Rosse“. In s. Schreiben, das er nach der Schlacht von Sendling aus Rauchenlechsberg an Ignatz Hayd sandte, schilderte er genau seine Erlebnisse. Sein Ringsiegel war J.P., ein auffliegender Adler im Schild, darüber eine Helmzier mit zwei Adlerflügeln.
1730 taucht der „geistesverwandte Student Anton Johann Passauer, der ehemalige tapfere Bauernführer und Jurist“ als Preugegenschreiber (Bräu-Gegenschreiber) in Viechtach bei Kötzting, Rentamt Straubing, auf, wo er bis zu seinem Tode wohnte. Verheiratet war er in erster Ehe um 1725 mit Maria Theresia (Therese) Peckh, (* 13. Dezember 1679; † Viechtach 4. Oktober 1740; Tochter des Kammerers Andreas Peckh und seiner Frau Anna Maria NN). In zweiter Ehe war er seit 30. Januar 1742 mit Maria Barbara Grimm (* ?; † um 1748) verheiratet. Anton Passauer starb 1749 in Viechtach in größter Armut. Zur Erinnerung an ihn ist in München-Sendling eine Straße („Passauerstraße“) benannt.